# At the Gates of Utopia
At the Gates of Utopia drugi je studijski album talijanskog simfonijskog black metal-sastava Stormlord. Album je 23. studenog 2001. godine objavila diskografska kuća Scarlet Records.
Za pjesmu "I Am Legend" bio je objavljen glazbeni spot.

## Popis pjesama
| 1.    | »Under the Samnites' Spears«            | 6:50 |
| 2.    | »I Am Legend«                           | 5:08 |
| 3.    | »Xanadu (A Vision in a Dream)«          | 4:22 |
| 4.    | »...and Winter Was«                     | 4:17 |
| 5.    | »At the Gates of Utopia« (instrumental) | 2:26 |
| 6.    | »The Curse of Medusa«                   | 6:35 |
| 7.    | »The Burning Hope«                      | 6:21 |
| 8.    | »A Sight Inwards«                       | 4:40 |
| 9.    | »The Secrets of the Earth«              | 6:18 |
| 46:57 |                                         |      |

## Zasluge
Stormlord
- Cristiano Borchi – vokali
- Pierangelo Giglioni – gitara
- Francesco Bucci – bas-gitara
- Simone Scazzocchio – klavijature
- David Folchitto – bubnjevi

Dodatni glazbenici
- Volgar dei Xacrestani – vokali (na pjesmama 1, 3 i 6), fotografija
- Emiliano Gabriele – vokali (na pjesmi 8)
- Giuseppe Orlando – vokali (na pjesmi 4), izvršna produkcija, inženjer zvuka, miksanje

Ostalo osoblje
- Joe Petagno – naslovnica
- Filippo Bersani – izvršna produkcija
- Massimiliano Pagliuso – pomoćni inženjer zvuka, miksanje
- Ricky Andreoni – ilustracije